# Martin Zwierlein
Martin Wolfram Zwierlein (* 5. November 1977 in Hamburg) ist ein deutscher Physiker (Atomphysik, Quantenoptik).

## Leben
Martin Zwierlein, Sohn des Klassischen Philologen Otto Zwierlein und der Archäologin Erika Zwierlein-Diehl, studierte in Bonn und Paris (École normale supérieure, DEA 2002) und wurde 2006 bei Wolfgang Ketterle am Massachusetts Institute of Technology (MIT) mit einer Dissertation über die Beobachtung von Suprafluidität in atomaren Fermigasen (High-Temperature Suprafluidity in an Ultra-Cold Fermi Gas) promoviert. Als Post-Doktorand war er an der Universität Mainz bei Immanuel Bloch. 2007 wurde er Assistant Professor am MIT mit einer vollen Professur ab 2013. Er erhielt für 2019 eine Humboldt-Professur.
Er befasst sich mit ultrakalten stark wechselwirkenden Fermigasen von Atomen und Molekülen, mit denen er unter anderem Suprafluidität (Hochtemperatur-Suprafluidität und fermionische Suprafluidität mit unbalancierten Spinpopulationen, teilweise mit Ketterle) und andere Festkörperphänomene simulierte. Ein Ziel ist die Simulation von Hochtemperatursupraleitern mit ultrakalten Gasen in optischen Gittern und in diesem Zusammenhang das Studium des Fermi-Hubbard-Modells. Er war auch an einer Untersuchung beteiligt, die erstmals das Verhalten einzelner Atome in ultrakalten Gasen beobachten konnte. Er war auch 2003 in der Gruppe von Ketterle an der Beobachtung von Bose-Einstein-Kondensation bei Molekülen beteiligt.
2016 wurde er zum Mitglied der American Physical Society gewählt. Er erhielt 2007 den Klung-Wilhelmy-Wissenschafts-Preis für seinen Nachweis der Suprafluidität in Quantengasen und 2017 den I. I. Rabi Prize für herausragende Untersuchungen über ultrakalte Fermigase, einschließlich Präzisionsmessungen der Zustandsgleichung, der Beobachtung von Suprafluidität, Solitonen, Wirbeln und Polaronen, der Realisierung eines Mikroskops für Fermionen in einem Gitter und der Herstellung chemisch stabiler polarer Moleküle. 2010 erhielt er einen Presidential Early Career Award.

## Schriften (Auswahl)
- mit Stan, Schunck, Raupach, Gupta, Ketterle: Observation of Bose-Einstein condensation of molecules, Phys. Rev. Letters, Band 91, 2003, S. 250401, Arxiv
- mit Stan, Schunck, Raupach, Kerman, Ketterle: Condensation of Pairs of Fermionic Atoms near a Feshbach Resonance, Phys. Rev. Lett., Band 92, 2004, S. 120403, Arxiv
- mit Abo-Shaeer, Schirotzek, Schunck, Ketterle: Vortices and superfluidity in a strongly interacting Fermi gas, Nature, Band 435, 2005, S. 1047, Arxiv
- mit Schirotzek, Schunck, Ketterle: Fermionic superfluidity with imbalanced spin populations and the quantum phase transition to the normal state, Science, Band 311, 2006, S. 492–496, Arxiv
- mit Schunck, Schirotzek, Ketterle: Direct observation of the superfluid phase transition in ultracold Fermi gases, Nature,  Band 442, 2006, S. 54, Arxiv
- mit Ketterle: Making, probing and understanding ultracold Fermi gases, Enrico Fermi Course, 2008, Arxiv
- mit Schirotzek, Wu, Sommer: Observation of Fermi polarons in a tunable Fermi liquid of ultracold atoms, Phys. Rev. Lett., Band 102, 2009, S. 230402, Arxiv
- mit Sommer, Ku, Roati: Universal Spin Transport in a Strongly Interacting Fermi Gas, Nature, Band 472, 2011, S. 201–204, Arxiv
- mit Ku, Sommer, Cheuk: Revealing the superfluid lambda transition in the universal thermodynamics of a unitary Fermi gas, Science, Band 335, 2012, S. 563–567, Arxiv
- mit L. W. Cheuk u. a.: Spin-injection spectroscopy of a spin-orbit coupled Fermi gas, Phys. Rev. Letters, Band 109, 2012, S. 095302, Arxiv